# Kutsal Damacana
Kutsal Damacana ist eine türkische Horrorkomödie aus dem Jahr 2007. Der Film kam am 20. Dezember 2007 in der Türkei in die Kinos.

## Inhalt
Der ehemalige Seemann Fikret hat Schwierigkeiten, sich in seinem neuen Leben in Istanbul einzuleben und beginnt, die Einrichtungen der örtlichen Kirche zu nutzen. Als der Priester Artin eine Reise in den Vatikan unternimmt, beginnt Fikret, den Weinkeller der Kirche mit teuren Weinen zu verkaufen und übernachtet im Zimmer des Priesters. Fikret verbringt den größten Teil seiner verbleibenden Zeit damit, Pferderennen zu spielen und ständig seinen Freund Asım zu belehren. Später bekommen Fikret und Asım von einer reichen Geschäftsfrau namens Deniz den Auftrag, ihrer Schwester Selen zu helfen, da sie von einem Dämon besessen ist.

## Produktion und Veröffentlichung
Regie führte Kamil Aydın. Das Drehbuch schrieb Ahmet Yılmaz. Der Produzent war Şenol Zencir. Die Musik komponierte Ercan Saatçi. Für den Schnitt war Murat Bor verantwortlich. Die Kameraführung übernahm Varol Şahin. Die Dreharbeiten fanden in Istanbul statt. Der Film kam am 20. Dezember 2007 in die türkischen Kinos.

## Rezeption
„Weitgehend witzfreie Blödelkomödie in Form eines türkischen Bauerntheaters. Mit wenig geschmackssicheren Gags und einer schalen Komik soll auf Kosten christlicher Werte gepunktet werden.“

Der Film war mit einem Gesamteinspielergebnis von 3.721.075 US-Dollar einer der erfolgreichsten türkischen Filme des Jahres 2007.

## Fortsetzung
Es wurde eine Fortsetzung Kutsal Damacana 2 produziert, die 2010 in den Kinos anlief. Der dritte Teil Kutsal Damacana 3 – Dracoola lief 2011 in den Kinos an. 2022 erschien der vierte Teil.